# Westernach (Adelsgeschlecht)

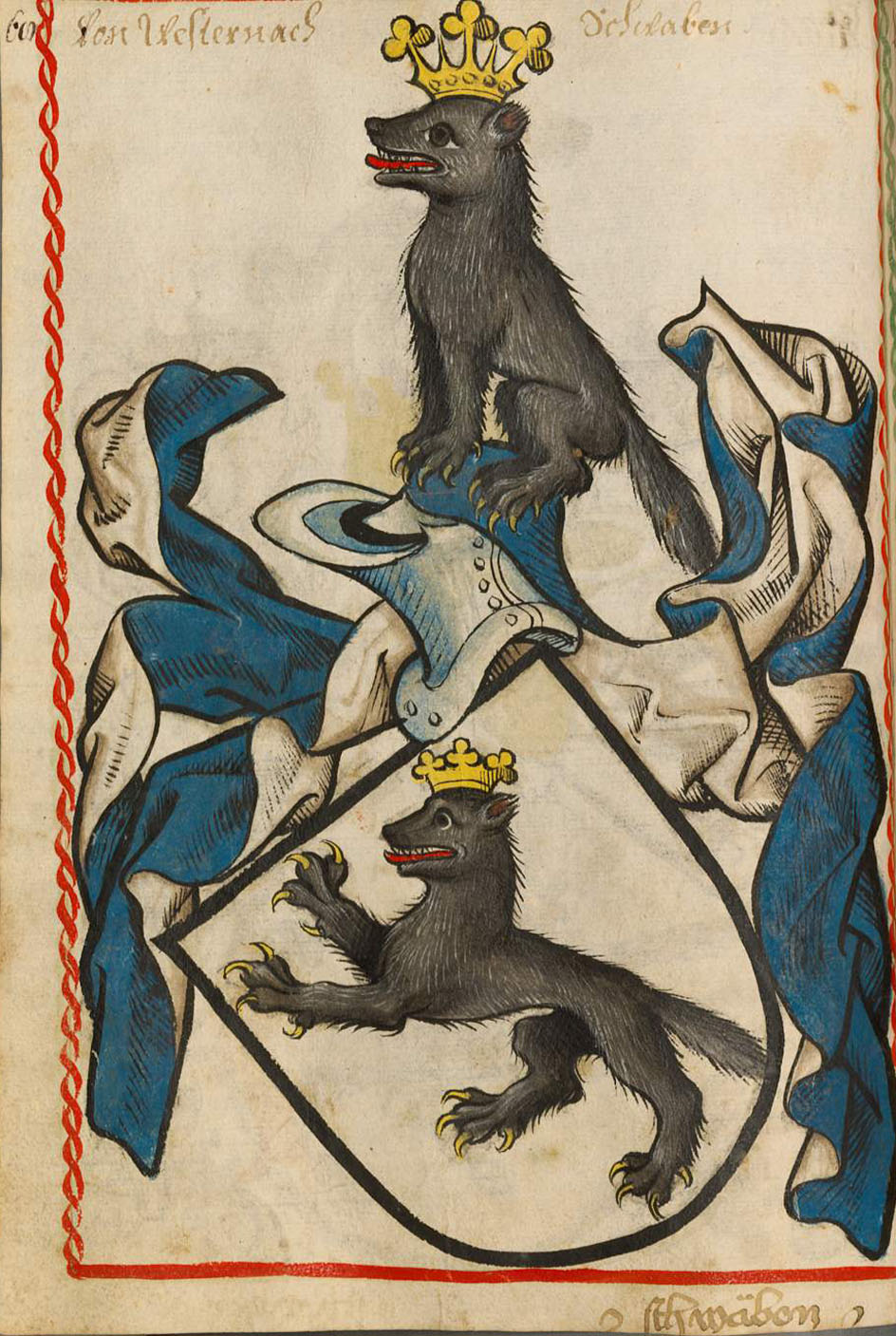
Wappen derer von Westernach aus dem Scheiblerschen Wappenbuch (um 1480)

Westernach ist der Name eines alten schwäbischen Adelsgeschlechts. Die Familie gehört zum Uradel Oberschwabens.

## Geschichte

### Herkunft
Erstmals erwähnt wird das Geschlecht mit Hainricus de Westernach in einer am 6. Mai 1257 zu Ulm datierten Urkunde. Dieser Heinrich von Westernach war Ministeriale im Dienste des Augsburger Bischofs. Westernach, der ursprüngliche Stammsitz der Familie, ist heute ein Ortsteil der Stadt Mindelheim im schwäbischen Landkreis Unterallgäu in Bayern. Der Ort wird im Zusammenhang mit Heinrich von Westernach 1258 erstmals urkundlich erwähnt. Die Burg steht heute nicht mehr.
Die ununterbrochene Stammreihe beginnt mit dem Ritter Rüdiger von Westernach, der von 1341 bis 1399 in Urkunden genannt wird. Die Herren von Westernach waren Ministerialen der Grafen von Dillingen und haben zu allen Zeiten ihre Stiftsfähigkeit festgestellt.

### Ausbreitung und Persönlichkeiten
Rüdiger von Westernach (auch Rugero), der Stammvater des Geschlechts, heiratete 1370 Anna von Hirrlingen. Ihr Enkel Johann von Westernach nahm 1414 am Konstanzer Konzil teil. Er war mit Anasthasia von Gravenegg verheiratet. Einer ihrer Nachkommen war der 1625 zum Hoch- und Deutschmeister ernannte Johann Eustach von Westernach (* 1545; † 1627).
Erhard von Westernach (* 1541) erhielt 1574 erstmals das Erbmarschallsamt des Hochstifts Augsburg. Er heiratete Catharina von Wiesenthau. 1599 ließ er das sogenannte Westernachsche Kaplaneihaus in Schelklingen neu errichten. Ebenfalls mit dem Erbmarschallsamt im Hochstift Augsburg wurde am 10. Januar 1616 Wolf Christoph von Westernach, fürstbischöflich augsburgischer Pfleger zu Zusmarshausen, belehnt.
Im 16. Jahrhundert gelangte Schloss Bächingen an die Familie. Ab 1531 ließen Bernhard von Westernach und seine Frau Margaretha von Westernach, geborene von Knöringen († 1553), anstelle eines Vorgängerbaues dort ein neues Wasserschloss erbauen. Unter deren Sohn Eitelhans löste sich Bächingen, bisher Hofmark, vom Herzogtum Pfalz-Neuburg und etablierte sich zur reichsritterschaftlichen Herrschaft. Durch Heirat ging im Jahre 1594 die Herrschaft an die Herren vom Stain über.

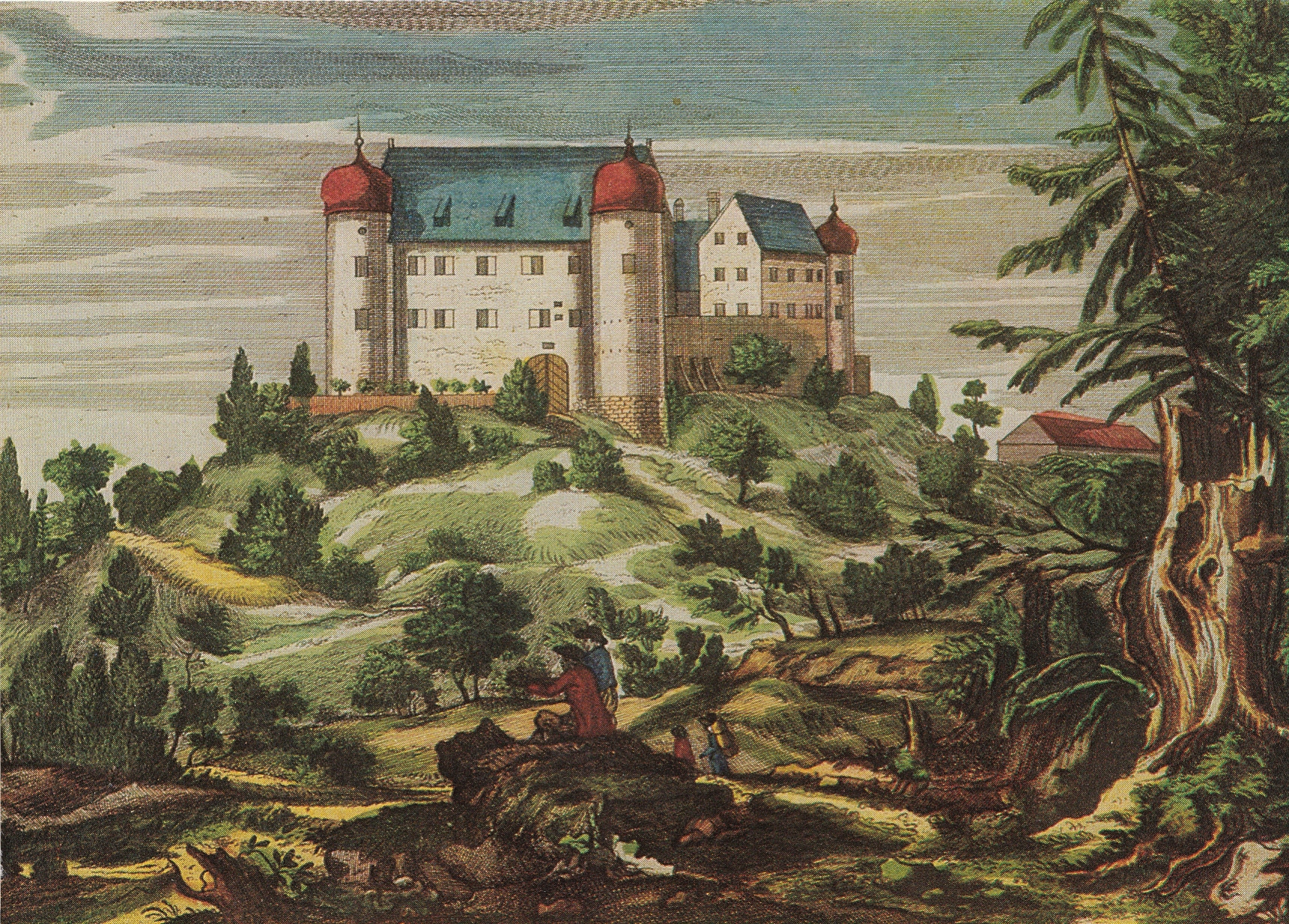
Schloss Kronburg um ca. 1730

Johann Eustachius von Westernach, Administrator zu Mergentheim, Komtur des Deutschen Ordens zu Kapfenburg und späterer Deutschmeister, erhielt am 16. Dezember 1619, zusammen mit seinem Neffen Wolf Christoph, von Erzherzog Leopold die Belehnung mit Schloss Kronburg samt zugehöriger Grundherrschaft. Erhards Urenkel Johann Leopold Freiherr von Westernach (* 1667) wurde kurpfälzischer Kämmerer und Direktor der Reichsritterschaft an der Donau. Dessen Sohn Marquard Eustach Freiherr von Westernach (* 1693) war Kurtrierer Kämmerer, Geheimrat, Vogt zu Ellwangen und Pfleger zu Tannenburg. Er heiratete Maria Anna Freiin von Sickingen. Sein Bruder Johann Eustach Freiherr von Westernach († 1786) war zweimal verheiratet. In erster Ehe mit Anna Ungelter von Diesenhausen und in zweiter Ehe mit Theresia Freiin von Stotzingen. Er hinterließ neben drei Töchter, von denen Theresia Stiftsdame zu Lindau wurde, zwei Söhne Ignaz Johann und Anton Johann. Anton Johann Freiherr von Westernach (* 1779; † 1851), königlich bayerischer Major, heiratete 1847 Friederike Freiin Spaeth von Zwiefalten zu Granheim. Sein Bruder Ignaz Johann Freiherr von Westernach (* 1777; † 1849) war königlich bayerischer Oberstleutnant, Distriktinspektor der Landwehr und ehemaliger fürstbischöflich augsburgischer Erbmarschall sowie Herr zu Kronburg und Illerbeuren. Aus seiner 1818 geschlossenen Ehe mit Josephe Maria Gräfin Leutrum von Ertingen (* 1791) kam Theresia Maria (* 1819). Sie heiratete 1844 den königlich bayerischen Kämmerer und Oberstleutnant sowie Ehrenritter des Malteserordens Maximilian von Vequel auf Hohenkammer. Am 27. Juni 1852 zu Hohenschwangau erhielt er eine königlich bayerische Namen- und Wappenvereinigung mit den nun im Mannesstamm erloschenen Freiherren von Westernach als Freiherr von Vequel-Westernach; diese Familie besteht bis heute und besitzt das Schloss Kronburg.
Bereits während des 16. und Anfang des 17. Jahrhunderts waren die Herren von Westernach Mitglied der Reichsritterschaft im Ritterkanton Altmühl des Fränkischen Ritterkreises. Im 18. Jahrhundert waren die Freiherren von Westernach auch im Ritterkanton Hegau des Schwäbischen Ritterkreises immatrikuliert. Mit dem 1619 erworbenen Kronburg gehörten sie zum Ritterkanton Donau und wegen des Besitzes bzw. Teilbesitzes von Bächingen von 1560 bis 1576 zum Ritterkanton Kocher. Angehörige der Familie waren auch zeitweise im Ritterkanton Neckar immatrikuliert.

### Standeserhebungen
Die Brüder Johann Eustach Egolph, Weihbischof (als Titularbischof von Dioclea) und späterer Dompropst zu Augsburg, Ferdinand Joseph Johann, Domherr zu Augsburg und Ellwangen, Maximilian Rudolph, Komtur des Deutschen Ordens zu Regensburg, und Johann Carl von Westernach auf Kronburg und Ottingen, Erbmarschall des Hochstifts Augsburg und kurfürstlich pfälzer Kämmerer, erhielten am 26. Januar 1693 zu Wien den Reichsfreiherrenstand mit der Anrede Wohlgeboren.
Am 12. September 1814 wurde Ignaz Freiherr von Westernach auf Kronburg, königlich bayerischer Kämmerer und vormaliger Erbmarschall des Hochstifts Augsburg, zusammen mit seinen Geschwistern, bei der Freiherrenklasse der Adelsmatrikel im Königreich Bayern eingetragen.

## Namensträger
- Margaretha von Westernach geborene von Knöringen († 1553), Erbauerin von Schloss Bächingen
- Eitelhans von Westernach († 1576), erster Reichsritter der Familie von Westernach
- Johann Eustach von Westernach (* 1545; † 1627), Hochmeister des Deutschen Ordens
- Johannes Eustache Egolf von Westernach (* 1649; † 1707), Weihbischof im Bistum Augsburg
- Theodor von Vequel-Westernach (* 1853; † 1940) Freiherr, bayerischer Kammerherr und Mitglied des Deutschen Reichstags

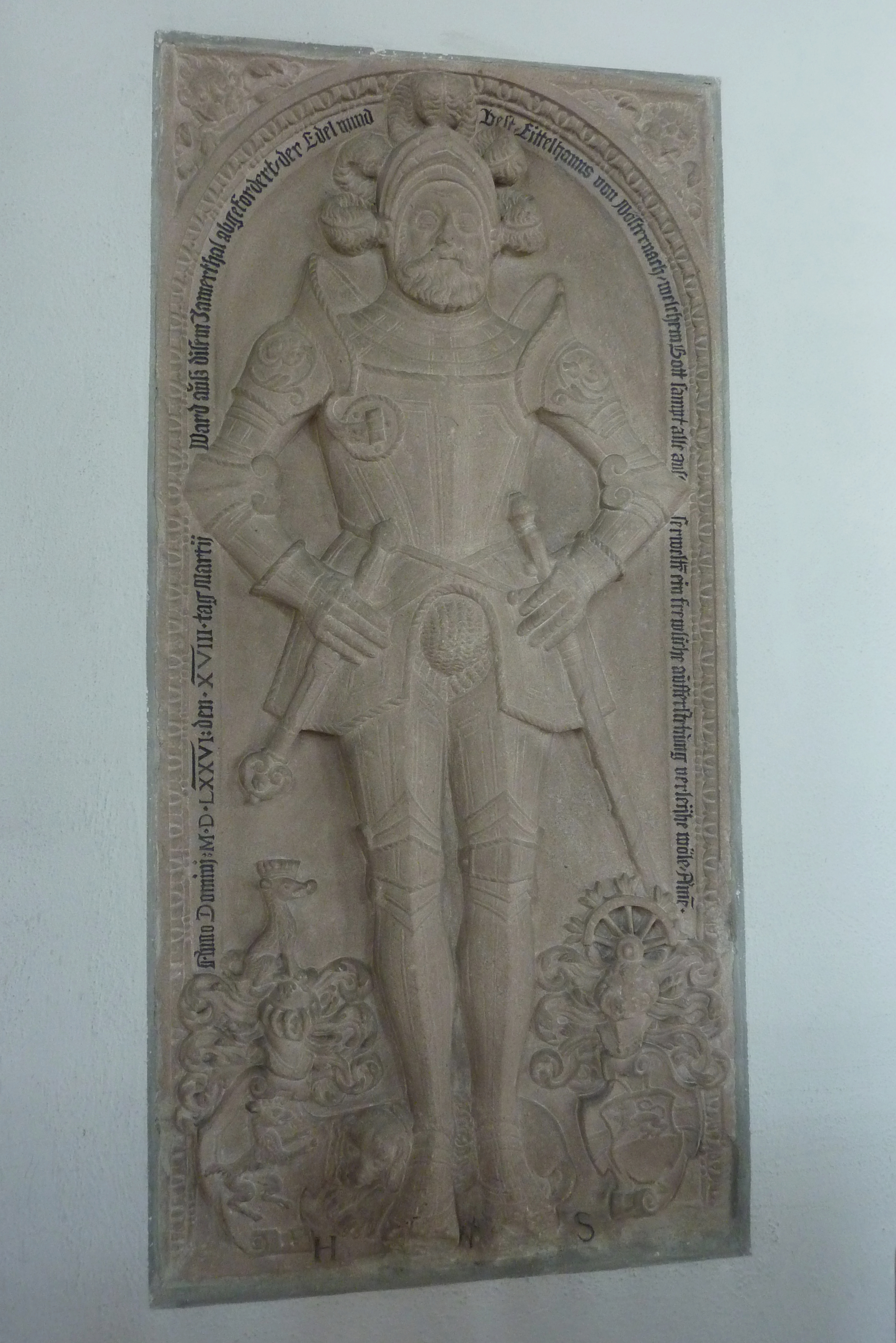
Epitaph für Eitelhans von Westernach († 1576), erster Reichsritter
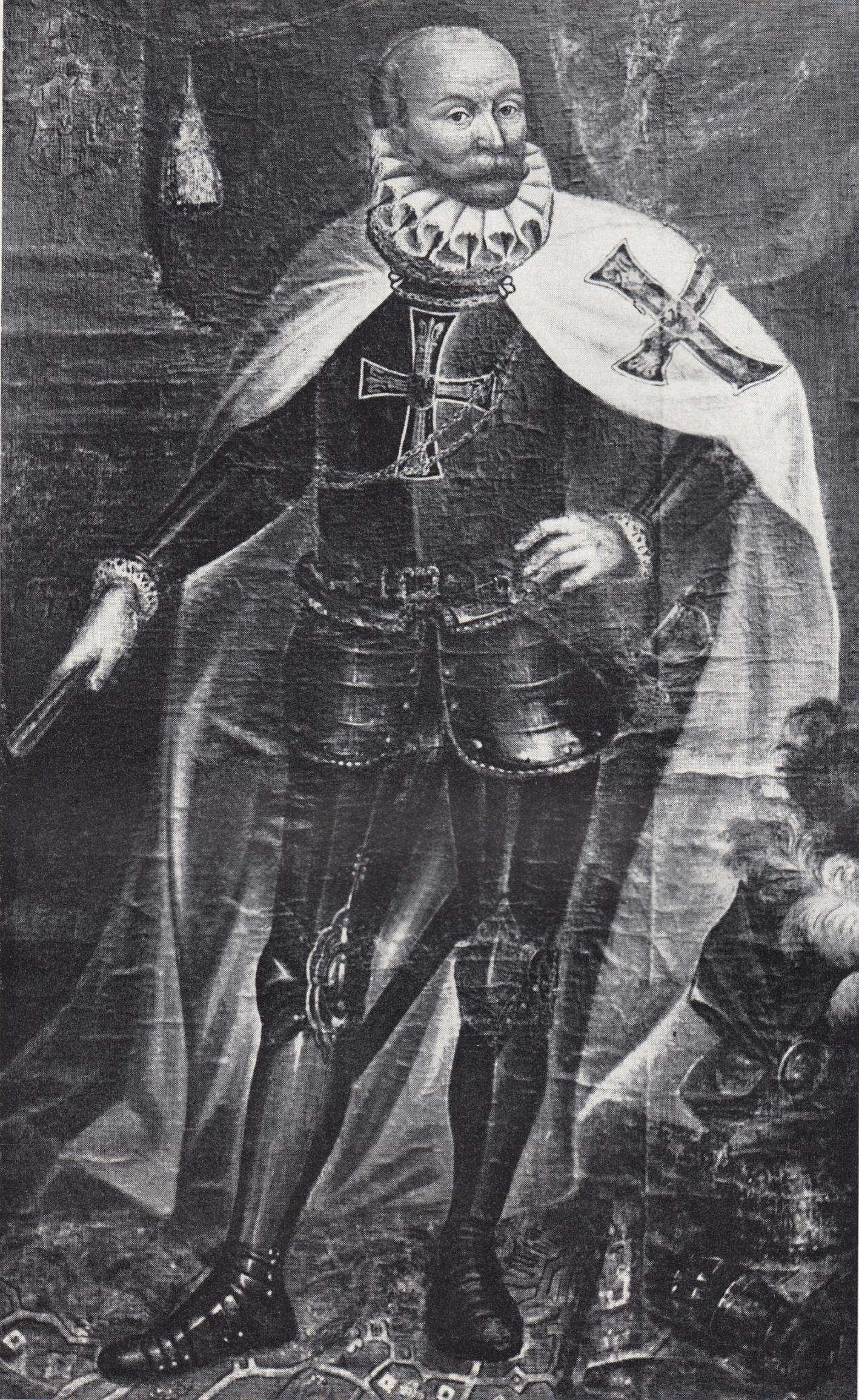
Johann Eustach von Westernach (1545–1627), Hochmeister des Deutschen Ordens
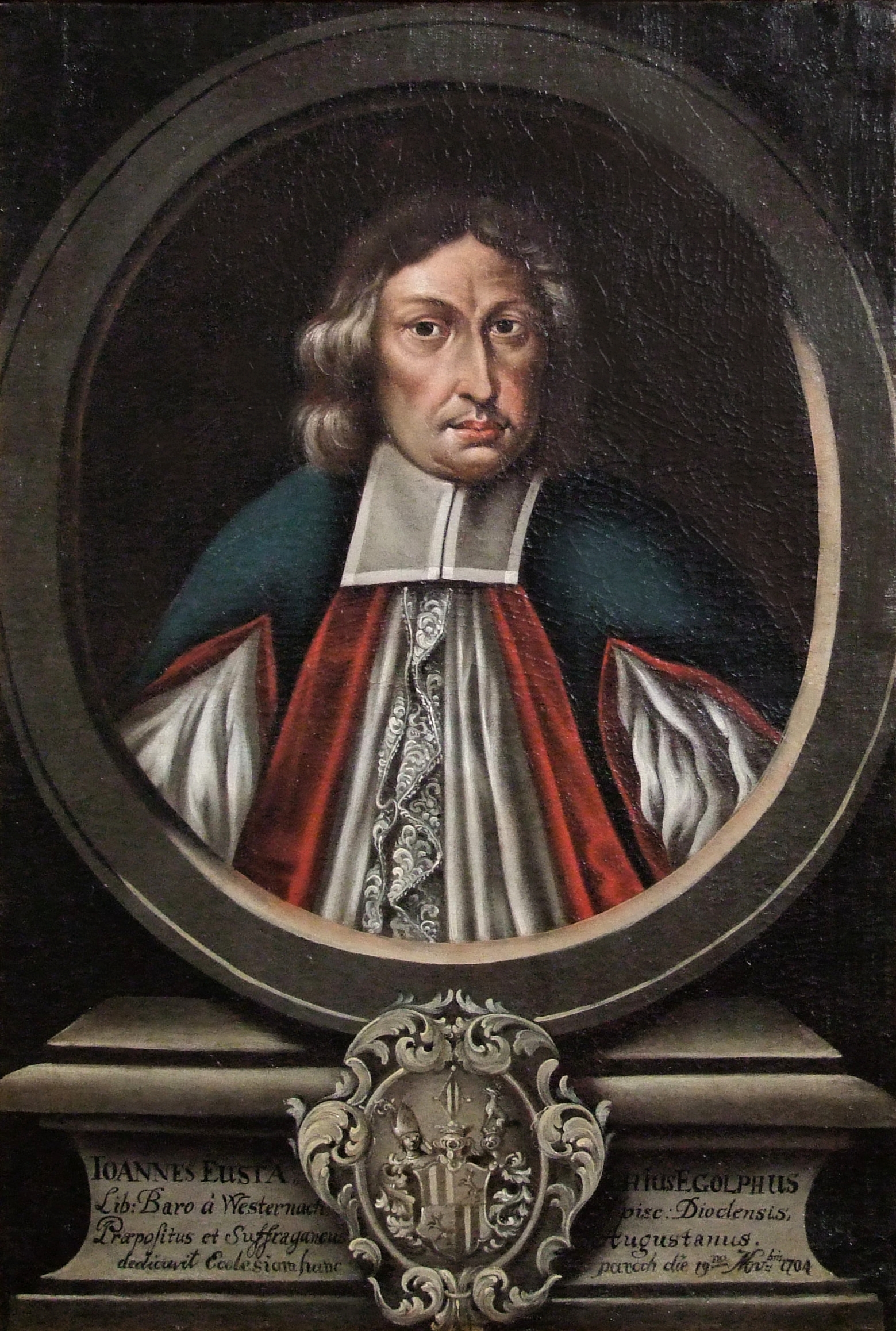
Johannes Eustache Egolf von Westernach, Weihbischof im Bistum Augsburg (1649–1707)

## Wappen

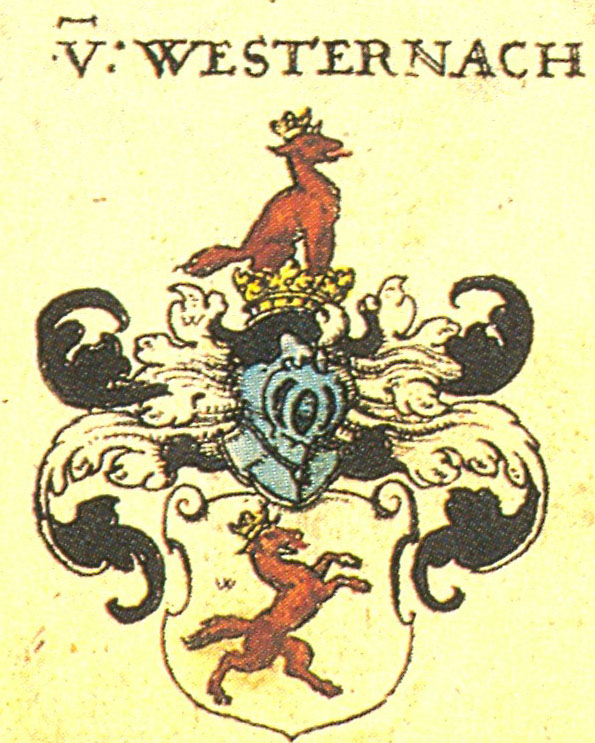
Wappen derer von Westernach aus Johann Siebmachers Wappenbuch (1605)

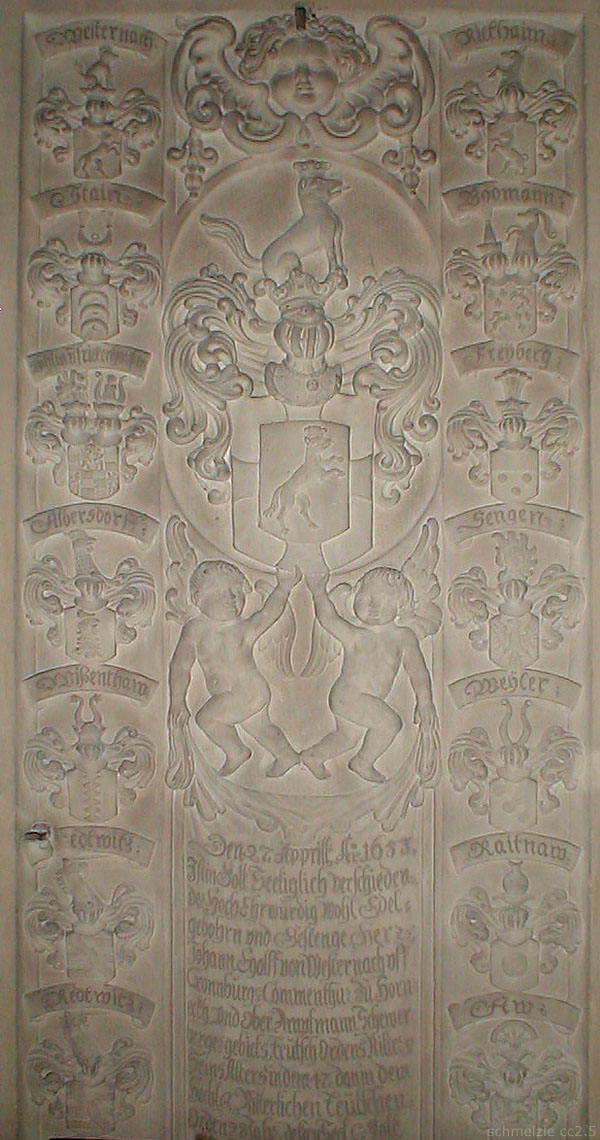
Epitaph für Johann Egolf von Westernach in der Stadtpfarrkirche St. Nikolaus (Gundelsheim)

### Stammwappen
Das Stammwappen zeigt in Silber einen springenden, gekrönten, natürlichen Wolf. Auf dem Helm mit schwarz-silbernen Helmdecken der Wolf sitzend.

### Freiherrliches Wappen
Das freiherrliche Wappen, verliehen 1693, ist geviert und belegt mit einem Mittelschild. Dieses zeigt in Schwarz einen gekrönten Wolf. 1 und 4 in Rot ein silberner Ring, 2 und 3 in Schwarz sechs (3, 2, 1) silberne Lilien mit silbernen Schildhaupt. Es ist eine Wappenvereinigung des Bettendorfschen (1 und 4) und Brömserschen (2 und 3) Wappens.

### Gemeindewappen mit dem Westernachschen Wolf
Elemente und Farben aus dem Wappen der Familie Westernach erscheinen noch heute in einigen bayerischen Orts- und Gemeindewappen.

Wappen der Gemeinde Bächingen
Wappen der Gemeinde Dürrlauingen
Wappen der Gemeinde Kronburg

## Film
- Adel im Südwesten: Familie von Vequel-Westernach aus Kronburg SWR-Dokumentarfilm 2019, auf YouTube (45 Min.)